# Caso Sean Goldman
O caso Sean Goldman refere-se a um conflito legal envolvendo a guarda de um garoto nascido no ano 2000 em Nova Jérsei (Estados Unidos) filho de mãe brasileira e pai americano. A batalha judicial teve início em 2004 com a retirada do menino do convívio paterno sem sua autorização e sucessiva manutenção da criança no Brasil com a família da mãe. O desfecho do caso deu-se em 2009, com resultados positivos ao pai, que passou a ter a guarda do menino.
É um dos casos mais notórios de subtração internacional de crianças (não confundir com o sequestro de crianças da esfera penal), e que trouxe luz no Brasil para a Convenção da Haia de 1980.

## O caso
O pai, David Goldman, modelo norte-americano, e a mãe, Bruna Bianchi Carneiro Ribeiro, brasileira estudante de moda, conheceram-se em Milão em 1998. Os dois se casaram em Eatontown, Nova Jérsei, em 17 de dezembro de 1999, e tiveram um filho em maio do ano seguinte.
Em 16 de junho de 2004, a mãe embarcou com o menino para uma visita de duas semanas a seus pais no Rio de Janeiro, como costumava fazer. Ao chegar no Brasil, ela telefonou ao marido dizendo que queria o divórcio. De acordo com o pai, ela também teria lhe dito que só veria o filho novamente se entregasse a guarda definitiva do garoto a ela. O menino vinha sendo mantido ilegalmente no país desde então, uma vez que o pai autorizou a permanência do filho no Brasil apenas até 18 de julho de 2004. A partir dessa data, a mãe foi acusada de cometer o crime de abdução internacional de menor, conforme previsto na Convenção da Haia de 1980, do qual ambos, Brasil e Estados Unidos, são signatários.
O pai recusou-se a dar a guarda do menino à mãe e abriu um processo contra ela na Suprema Corte do estado de Nova Jérsei, em que ela foi automaticamente condenada por contumácia. Enquanto isso, no Rio de Janeiro, a mãe conseguiu a guarda definitiva do menino e o divórcio unilateral do pai, ambos concedidos por um juiz brasileiro. Após o divórcio, a mãe se casou com o namorado, membro de uma tradicional família de advogados cariocas. Em 22 de agosto de 2008, ao dar à luz a sua única filha com seu novo marido, a mãe morreu em decorrência de complicações do parto. Temendo que o pai conseguisse a guarda do filho (valendo-se, inclusive, de um direito garantido pelo Código civil brasileiro), o padrasto pediu à Justiça a guarda do menino alegando "paternidade socioafetiva". O juiz brasileiro que recebeu o caso atendeu a seu pedido no mesmo dia.
Em 29 de dezembro de 2009, por maioria, os ministros do Supremo Tribunal Federal rejeitaram pedido de recursos da avó materna de Sean. Silvana Bianchi queria que fosse considerada ilegal a decisão do próprio tribunal que ordenou a entrega de Sean ao pai biológico.

## Alegações das partes
A família da mãe afirmava que o pai seria um aproveitador. De acordo com depoimentos, ele:
- Não sustentava a casa enquanto era casado com a mãe;
- Nunca pediu para visitar Sean e não atendia a seus telefonemas;
- Pegou 150 mil dólares em troca da retirada do nome dos ex-sogros do primeiro processo;
- Não tem renda ou emprego fixos e vive do ócio;
- É portador de uma doença degenerativa, o que o impediria de cuidar da criança.

O pai, por sua vez, dizia que as acusações "vão da mentira à manipulação" e as refutou:
- É mentira que o casal não tinha vida sexual;
- Esteve no Brasil oito vezes com o objetivo de ver o filho;
- Confirma que fez acordo de 150 mil dólares, para cobrir as despesas da batalha jurídica, e não para vender a guarda do filho;
- Não tem emprego ou renda fixa, mas não vive no ócio. Faz bicos como modelo e corretor imobiliário e tira seu sustento de passeios turísticos de barco na costa de Nova Jérsei;
- A doença de que é portador, a síndrome de Guillain-Barré, mata apenas de 3% a 5% dos pacientes. Já passou por uma crise que o deixou semanas no hospital, mas se recuperou sem sequelas;
- Lembra que tudo isso pode ser motivo para uma mulher pedir o divórcio, mas não justifica tirar do pai o direito de conviver com seu filho.

## Segredo de Justiça
Por se tratar de caso envolvendo um menor de idade, protegido pelo Estatuto da Criança e do Adolescente, o caso tramitou protegido por segredo de Justiça. Entretanto, após grande repercussão do caso no exterior, em programas de televisão como Dateline, Larry King Live e Dr. Phil, a revista Piauí expõs o caso em uma matéria publicada em novembro de 2008. Desde então, a secretária de Estado norte-americana Hillary Clinton tocou no assunto durante encontro com o chanceler brasileiro Celso Amorim e vários veículos de comunicação noticiaram o caso.

## Crise diplomática
Em dezembro de 2009, o senador americano Frank Lautenberg propôs uma medida em retaliação ao Brasil, que suspenderia a votação que estabeleceria isenção tarifária para exportações brasileiras por um ano para os Estados Unidos, devido à decisão do Supremo Tribunal Federal de manter a guarda do menino com a família materna. Essa moção foi retirada por Lautenberg depois que o STF voltou atrás em sua decisão.

## Entrega do garoto
Antes de ser entregue, Sean foi capa de uma revista. Segundo relato à Isto É de sua avó, Silvana Bianchi, Sean Goldman disse: "Eu quero falar e as pessoas não querem me ouvir. Não estão me respeitando. Eu tenho tido dor de barriga e dor de cabeça. É porque eu quero falar o que tô sentindo e ninguém me escuta." "Não quero ir embora do Brasil. Minha família está aqui. Minha irmã está aqui".
Os dias que antecederam a entrega do garoto ficaram marcados pela intensa mobilização da imprensa feita pela avó materna de Sean, tentando impedir sua partida. A avó chegou a escrever uma carta aberta ao presidente Lula. No momento que entregou a criança ela o expôs à frente da imprensa num último ato de impedir a criança de viajar.[carece de fontes?]
Atualmente, David Goldman é diretor da Bring Sean Home Foundation, uma ONG que trabalha alertando contra a abdução internacional de crianças.